# Lochaline
Lochaline är en by i Highland i Skottland. Byn är belägen 21 km 
från Tobermory. Orten har 317 invånare (2011).